# Дмитриевский уезд
Дми́триевский уе́зд — административно-территориальная единица Курского наместничества (1779—1797) и Курской губернии (1802—1924) Российской империи, а затем (после революции) РСФСР.
Уездным центром был город Дмитриев-на-Свапе (современное название — Дмитриев).

## История
7 ноября 1775 года был издан указ Екатерины II «Учреждение для управления губерний Всероссийской империи», в соответствии с которым Россия была разделена на 50 наместничеств и губерний (по 300—400 тысяч населения в каждой) с подразделением их на уезды (по 20 — 30 тысяч человек). Границы прежних административных территорий подверглись переделке, потому что губерний и уездов стало намного больше.
В 1779 году было образовано Курское наместничество, состоящее из 15 уездов. Из земель бывшего Курского и Рыльского уездов был образован Дмитриевский уезд. Уездный город Дмитриев был образован из экономического села Дмитриевское. В 1784 году Дмитриев был переименован в Дмитриев-на-Свапе (для отличия от одноимённого города в Орловском наместничестве).
В результате второй губернской реформы, в 1797 году, Курское наместничество было преобразовано в Курскую губернию. Дмитриевский уезд был ликвидирован, его территория полностью вошла в состав Фатежского уезда, Дмитриев-на-Свапе стал заштатным городом.
В 1802 году большинство уездов, существовавших до 1797 года, в том числе Дмитриевский уезд, были восстановлены. Территория Дмитриевского уезда увеличилась (по сравнению с 1779 годом) за счёт присоединённых земель Рыльского уезда. Границы уезда существенно не изменялись до 1924 года.
В 1-й половине XIX века на территории уезда существовали 3 казённые волости, созданные для управления однодворцами и экономическими крестьянами: Жигаевская, Поповкинская и Фокинская. К 1850 году Жигаевская волость была присоединена к Фокинской. В ходе крестьянской реформы 1861 года была утверждена новая сетка волостей (см. Административное деление).
По постановлению Президиума ВЦИК от 12 мая 1924 года Дмитриевский уезд был упразднён, его территория была разделена между Рыльским и Льговским уездами.
В 1928 году, после ликвидации Курской губернии и перехода на областное, окружное и районное подчинение, был создан Дмитриевский район, вошедший в Льговский округ Центрально-Чернозёмной области.

## Административное деление
К 1880 году в состав уезда входило 18 волостей.
В 1890 году в состав уезда входило 18 волостей:
| № п/п | Волость         | Волостное правление | Число селений | Население |
| ----- | --------------- | ------------------- | ------------- | --------- |
| 1     | Берёзовская     | с. Берёза           | 16            | 5951      |
| 2     | Бычковская      | с. Бычки            | 8             | 5154      |
| 3     | Беляевская      | с. Беляево          | 9             | 5005      |
| 4     | Ваблинская      | с. Волково          | 22            | 8229      |
| 5     | Генеральшинская | с. Генеральшино     | 11            | 5361      |
| 6     | Гламаздинская   | с. Гламаздино       | 10            | 6969      |
| 7     | Кармановская    | с. Карманово        | 9             | 7821      |
| 8     | Киликинская     | с. Киликино         | 14            | 7229      |
| 9     | Машкинская      | с. Машкино          | 11            | 3763      |
| 10    | Михайловская    | сл. Михайловка      | 2             | 4609      |
| 11    | Ольховская      | с. Ольховка         | 13            | 4666      |
| 12    | Поповкинская    | с. Поповкино        | 4             | 5801      |
| 13    | Прилеповская    | с. Прилепы          | 12            | 5992      |
| 14    | Селинская       | с. Селино           | 3             | 3555      |
| 15    | Сковородневская | с. Сковороднево     | 16            | 4693      |
| 16    | Старобелицкая   | с. Старая Белица    | 9             | 3351      |
| 17    | Фатеевская      | с. Фатеевка         | 12            | 5145      |
| 18    | Фокинская       | с. Фокино           | 10            | 5891      |

В 1913 году в уезде было 19 волостей, образована Кузнецовская волость (с. Кузнецовка).

## Известные уроженцы и жители уезда
- Амфитеатров, Фёдор Захарович (1897—1970) — советский учёный-вирусолог.
- Андриянов, Александр Иванович (1912—1984) — Герой Советского Союза, участник Великой Отечественной войны.
- Ашурков, Никита Егорович (1919—1995) — Герой Советского Союза, участник Великой Отечественной войны.
- Блинов Иван Алексеевич, Герой Советского Союза (родился в посёлке Шагаро-Петровское).
- Вронский, Борис Иванович (1898—1980) — геолог, родился в селе Михайловка Дмитриевского уезда в семье актёра.
- Любимов, Александр Михайлович (1879—1955) — русский советский художник, живописец, график; педагог, профессор Ленинградского института живописи (родился в селе Пальцево).
- Минаков, Пётр Андреевич (1865—1931) — профессор медицины, основоположник российской судебной медицины.
- Оленин, Александр Михайлович (1909—1970) — Герой Советского Союза (родился в деревне Корсуля).
- Редин, Егор Кузьмич (1863—1908) — русский историк и археолог, профессор Харьковского университета.
- Русаков, Григорий Фомич (1879—1943) — тяжелоатлет, борец «Белая Маска» (родился в селе Злобино Дмитриевского уезда, жил в Дмитриеве).
- Сонин, Иван Егорович (1914—1943) — Герой Советского Союза, участник Великой Отечественной войны.
- Фаддеев, Григорий Иванович (1895—1937) — Священномученик иерей, причислен к лику Святых — включен в Собор Новомучеников и Исповедников Российских XX века (родился в селе Неварь Дмитриевского уезда).
- Хрущёв, Никита Сергеевич (1894—1971) — Первый секретарь ЦК КПСС с 1953 по 1964 годы, Герой Советского Союза, трижды Герой Социалистического Труда (родился в деревне Калиновка Дмитриевского уезда).